# امپراتوری سریویجایا
امپراتوری سریویجایا (گاهی به صورت سری ویجایا نوشته می‌شود، اندونزیایی/مالایی: Sriwijaya, تایلندی: ศรีวิชัย آرتی‌جی‌اس: Siwichai، زبان سانسکریت: श्रीविजय, Śrīvijaya, شناخته شده توسط چین به عنوان Shih-li-fo-shih و San-fo-ch'i) یک قدرت دریایی در منطقه جزایر اندونزی و سوماترا بود که از چندین دولت‌شهر تشکیل شده بود.
امپراتوری سریویجایا به واسطه قدرت و مساحت خود، نفوذ بسیار زیادی در منطقه جنوب شرق آسیا داشت. این امپراتوری یکی از مهم‌ترین و اساسی‌ترین مراکز برای گسترش آیین بودا از قرن هشتم گاه‌شماری دوران مشترک تا قرن دوازدهم گاه‌شماری دوران مشترک، بود. در زبان سانسکریت -که از زبان‌های رسمی این کشور بود- قسمت «سری» نام این امپراتوری معنی «خوش شانس»، «موفق» یا «شاد» را می‌دهد و قسمت «ویجایا» عبارت به معنی «برنده» یا شاید «برتر» را می‌دهد.
قدیمی‌ترین شواهد کشف شده که تاریخ این کشور را بیان کند، به قرن هفتم گاه‌شماری دوران مشترک باز می‌گردد. این شواهد به این باز می‌گردد که در سال ۶۷۱ گاه‌شماری دوران مشترک، زمان ییجینگ، شاه چینی دودمان تانگ؛ در یک راهپیمایی مونک، این امپراتوری مشاهده شد. اولین کتیبه کشف شده که در آن به نام سریویجایا اشاره شده باشد؛ مربوط می‌شود به کتیبه «کدوکان بوکیت» -کتیبه‌ای که توسط یک هلندی به نام ام. باتنبرگ در تاریخ بیست و نه نوامبر سال ۱۹۲۰. این کتیبه سوماترای جنوبی، در نزدیکی شهر پالم بانگ کشف شد. کتیبه کدوکان بوکیت احتمالاً مربوط به تاریخ ۱۶ ژوئن سال ۶۸۲ گاه‌شماری دوران مشترک می‌باشد - می‌باشد. این دولت در میان اواخر قرن هفتم گاه‌شماری دوران مشترک تا اوایل قرن یازدهم گاهشماری مذکور، شروع به سیر کردن روندی برای تبدیل شدن به یک دولت فرا دستی، در منطقه جنوب شرق آسیا شد. این دولت وارد یک سری روابط پیچیده - اغلب رقابت - با کشورهای همسایه‌ای ماتارام، امپراتوری خمر و دولت چامپا شد. از میان عوامل درآمد خارجی آن کشور، مهم‌ترین قسمت آن را قراردادهای تجاری بود که دولت سریویجایا با حکومت آن زمان چین می‌بست. این قردادها از زمان حضور دودمان تانگ تا زمان روی کار آمدن دودمان سونگ ادامه می‌یافت.

این تصویر سیر ظهور، گسترش، نزول و سقوط تمدن سریویجایا را نشان می‌دهد.